# Tino Navarro
Constantino Alberto Fernandes Navarro, conhecido artisticamente como Tino Navarro, (Vila Flor, 28 de fevereiro de 1954) é um produtor, actor, e argumentista de cinema português.
Tem uma vasta carreira na área do cinema. Nesta área trabalha desde a década de 1980. Produz habitualmente filmes de realizadores tais como: Luís Filipe Rocha, Joaquim Leitão, António-Pedro Vasconcelos, João Botelho e Leonel Vieira. Costuma interpretar pequenos papéis nos filmes que produz.
Tino Navarro esteria-se na realização de longas-metragens com o lançamento em 2013 do filme RPG.

## Filmografia
- 2018 - Parque Mayer (produção e ator)
- 2017 - Índice Médio de Felicidade (realização e ator)
- 2013 - RPG[2] (argumento e realização)
- 2013 - Até Amanhã, Camaradas (produção)[3]
- 2010 - A Bela e o Paparazzo (produção)
- 2009 - A Esperança Está Onde Menos Se Espera[2] (produção)
- 2008 - Call Girl (produção)
- 2006 - 20,13 Purgatório[2] (produção)
- 2005 - Um Tiro no Escuro[4] (produção)